# Naryn Chuduk
Naryn Chuduk (ros. Нарын Худук) – osiedle w Rosji, w Kałmucji, w rejonie czernoziemielskim. W 2021 liczyło 274 mieszkańców.